# Брандс, Генри Уильям
Генри Уильям Брандс (англ. William Henry Brands, 7 августа 1953, Портленд, штат Орегон, США) — американский историк и писатель.

## Биографические данные
Генри Уильям Брандс родился в Портленде, поступил в колледж в Калифорнии, продавал ножи на западе США. Получил ученые звания в области математики и истории в штатах Орегон, Техас. 1975 году окончил исторический факультет Стэнфордского университета. Преподавал в Вандербилтском и Техасском университетах, а теперь он профессор истории в университете Техаса в Остине. Брандс — автор 28 книг, соавтор двух и издатель четырех. Тематика произведений — американская история и политика. Его выдвинули кандидатом на получение Пулитцеровской премии за две книжки — «Первый американец: жизнь и времена Бенджамина Франклина» и «Предатель своего класса: привилегированное жизни и радикальное президентство Франклина Делано Рузвельта». Произведения Брандса переведен на испанский, французский, немецкий, русский, китайский, японский, корейский и украинский языки.
Этот ученый часто читает лекции об исторических и текущих событиях, его можно увидеть и услышать на национальных и международных теле - и радиоканалах.
Живет в Остине (Техас). Женат, имеет трое детей. В июне 2009 года Брандс и одиннадцать историков пообедали в Белом Доме с президентом Бараком Обамой.

### Книги, написанные в соавторстве
- "America Past and Present" (2007 edition), with Robert A. Divine et al. — «Америка прошлого и современного»
- "The American Story" (2007 edition), with Robert A. Divine et al. — «Американская история»

### Редактируемые книги
- "The Selected Letters of Theodore Roosevelt" (2001) — «Избранные письма Теодора Рузвельта»
- "The Use of Force after the Cold War" (2000) — «Применение силы после " холодной войны»
- "Critical Reflections on the Cold War: Linking Rhetoric and History" (2000), with Martin J. Medhurst — «Критические рассуждения о холодной войне: связь риторики и истории»
- "The Foreign Policies of Lyndon Johnson: Beyond Vietnam" (1999) — «Зарубежная политика Линдона Джонсона: вне Вьетнамом»